# Crise alimentaire dans la Corne de l'Afrique en 2006
Une grave pénurie alimentaire a touché en 2006 les pays de la Corne de l'Afrique (Somalie, Djibouti et Éthiopie), ainsi que le nord-est du Kenya. L'Organisation des Nations Unies pour l'alimentation et l'agriculture (FAO) a estimé le 6 janvier 2006 que plus de 11 millions de personnes dans ces pays pourraient être touchées par une famine généralisée imminente, largement attribuée à une grave sécheresse et exacerbée par les conflits militaires en la région.

## Causes
La sécheresse est un événement prévisible dans la Corne de l’Afrique et, lorsqu’elle est combinée à d’autres facteurs, elle provoque des conflits et une terrible misère humaine. Les sécheresses précédentes de 1983-85, 1991-92 et 1998-99 ont rapidement inversé l'augmentation progressive du cheptel et entraîné des pertes de cheptel bovin allant jusqu'à 62 %. Ces conditions de sécheresse, associées à d'autres facteurs, notamment les prix élevés des céréales, la surpopulation dans la région, l'abandon des méthodes traditionnelles de gestion des parcours et les conflits, conduisent à des conditions de famine. Lors de la sécheresse actuelle de 2006, les allégations selon lesquelles la sécheresse se serait transformée en famine incluent l'interdiction des importations de bétail sur les marchés des États du golfe Persique, ce qui a réduit les revenus des agriculteurs dépendants de l'élevage, augmentant encore l'insécurité alimentaire.
La population d’Afrique de l’Est a augmenté rapidement au cours des décennies précédant la crise alimentaire. De 67 millions en 1950 à 306 millions en 2006.

## Crise

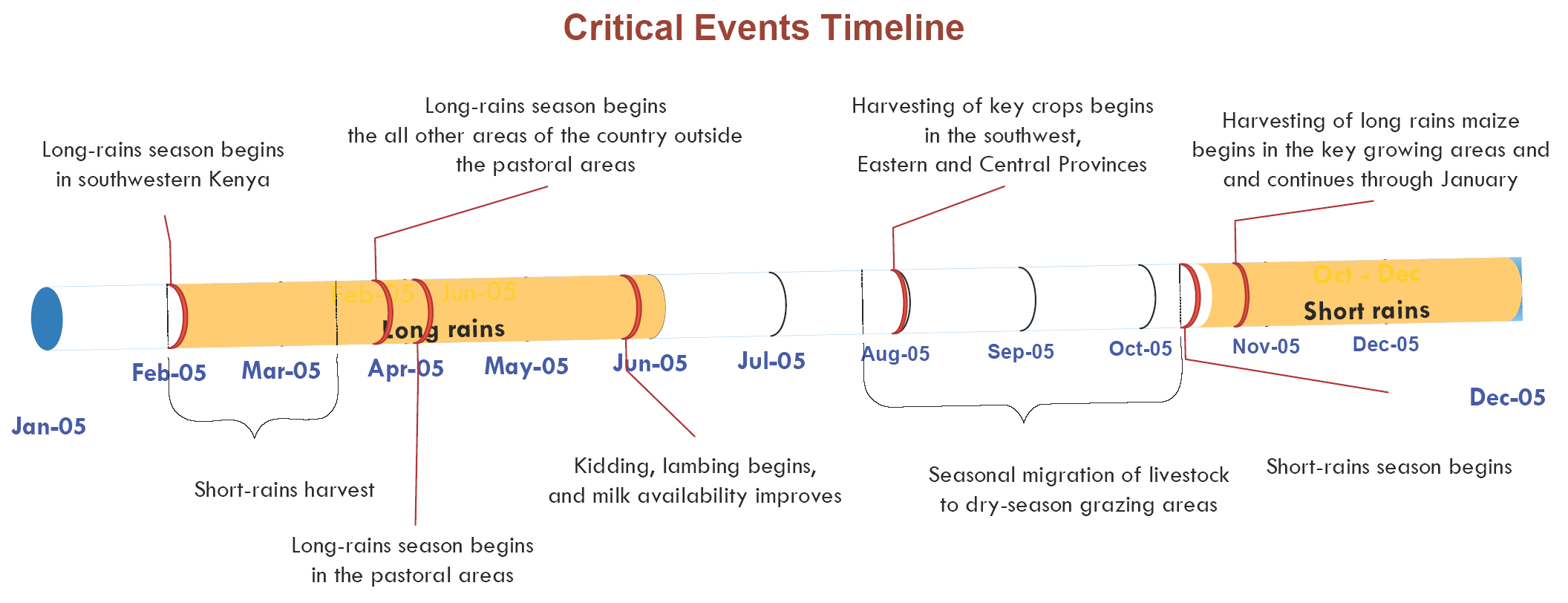
Chronologie des événements critiques au Kenya. Graphique du Réseau des systèmes d’alerte précoce contre la famine (FEWS), USAID.

### Djibouti
Djibouti a été gravement touché par la sécheresse ; la FAO estime qu'environ un tiers de la population (400 000 personnes) avaient besoin d’une aide alimentaire.

### Ethiopie
La FAO estime que plus d'un million de personnes  dans la région Somali de l'Éthiopie étaient confrontées à de graves pénuries alimentaires. Bien que les récoltes soient actuellement en cours, des pénuries devraient encore survenir dans le sud-est du pays.

### Kenya
Les mauvaises récoltes, la sécheresse et l'épuisement des troupeaux de bétail ont conduit à des conditions de famine dans les districts pastoraux du nord et de l'est de Mandera, Wajir et Marsabit, habités par les Couchitiques. Au 6 janvier 2006, environ 30 décès avaient été signalés. Quelque 2,5 millions de personnes (10 % de la population)  ont eu besoin d'une aide alimentaire au cours des six mois suivants, ce qui a amené le président kenyan Mwai Kibaki à déclarer une catastrophe nationale.

### Somalie
Parmi les quatre pays, la Somalie a été le moins touché. Environ deux millions de personnes dans les régions pastorales du sud du pays avaient besoin d'une aide humanitaire. L’absence prolongée d’un gouvernement central fort et la médiocrité des infrastructures de transport ont également posé des problèmes pour la distribution de l’aide alimentaire.

## Effort de secours
En février 2006, l'UNICEF a averti que 1,5 million d'enfants de moins de cinq ans étaient menacés par la sécheresse et a demandé 16 millions de dollars pour l'aider à financer ses efforts de secours dans la région.

## Voir également
- Sécheresse de 2011 en Afrique de l’Est
- Famine de 1984 à 1985 en Éthiopie
- Sécheresse au Sahel de 2010
- Sécheresse au Sahel

## Remarques
1. 1 2  (en) Sara Pantuliano et Sara Pavanello, « Taking drought into account Addressing chronic vulnerability among pastoralists in the Horn of Africa » [archive du 7 mars 2012], sur odi.org (en), 1er mai 2009.
2. ↑  Pre-famine conditions confront Somali region - Reuters AlertNet
3. ↑  « Population Pyramids of the World from 1950 to 2100 », PopulationPyramid.net
4. ↑  Catherine Broberg, Kenya in Pictures, (Twenty-First Century Books: 2003), p.43
5. ↑  Food aid theft hurts Kenya's starving millions - Reuters AlertNet
6. ↑  The dangers of taking food aid to Somalia, BBC News, 3 May 2006
7. ↑  « Unicef Seeks Aid As Millions Suffer in Drought-Hit Horn of Africa », UN News Service,‎ 7 février 2006 (lire en ligne)